# Zach Lofton
Zach Lofton (Saint Paul, 18 novembre 1992) è un cestista statunitense.

## Carriera
Prima di entrare in NBA ha frequentato tra il 2012 e il 2018 4 college diversi, avendo anche pensato di candidarsi per il Draft NBA 2017, salvo poi ripensarci e farsi un altro anno di college.
Candidatosi poi al Draft NBA 2018, rimane undrafted; firma poi un contratto per la Summer League 2018 con i Detroit Pistons. Con gli stessi Pistons ha poi firmato un two-way contract prima dell'inizio della stagione NBA. Ha poi esordito nella lega con la franchigia del Michigan nella prima sfida della stagione vinta per 103-100 contro i Brooklyn Nets in casa, disputando 3 minuti.
Il 16 gennaio 2019 viene tagliato dai Pistons, con cui complessivamente ha disputato solo i 3 minuti contro i Nets.